# Мессак (кантон)
Месса́к (фр. Meyssac) — кантон во Франции, находится в регионе Лимузен, департамент Коррез. Входит в состав округа Брив-ла-Гайард.
Код INSEE кантона — 1918. Всего в кантон Мессак входят 14 коммун, из них главной коммуной является Мессак.

## Коммуны кантона
| Коммуна              | Население, чел. (2007) | Почтовый индекс | Код INSEE |
| -------------------- | ---------------------- | --------------- | --------- |
| Брансей              | 247                    | 19500           | 19029     |
| Коллонж-ла-Руж       | 455                    | 19500           | 19057     |
| Кюрмонт              | 216                    | 19500           | 19067     |
| Лаглежоль            | 236                    | 19500           | 19099     |
| Линьерак             | 296                    | 19500           | 19115     |
| Лостанж              | 129                    | 19500           | 19119     |
| Марсийак-ла-Кроз     | 195                    | 19500           | 19126     |
| Мессак               | 1 222                  | 19500           | 19138     |
| Ноайак               | 329                    | 19500           | 19150     |
| Сайак                | 176                    | 19500           | 19179     |
| Сен-Базиль-де-Мессак | 156                    | 19500           | 19184     |
| Сен-Жюльен-Момон     | 160                    | 19500           | 19217     |
| Тюрен                | 791                    | 19500           | 19273     |
| Шоффур-сюр-Вель      | 368                    | 19500           | 19050     |

## Население
Население кантона на 2007 год составляло 4 976 человек.
| 1962  | 1968  | 1975  | 1982  | 1990  | 1999  | 2006  | 2007  |
| ----- | ----- | ----- | ----- | ----- | ----- | ----- | ----- |
| 4 724 | 5 070 | 4 704 | 4 642 | 4 628 | 4 670 | 4 949 | 4 976 |